# 藤間達雄
藤間 達雄（ふじま たつお、1948年12月24日 - ）は静岡県出身 のプロゴルファー。

## 来歴
日本大学卒業 後の1974年にプロ入りし、1977年のゴルフダイジェストトーナメントでは2日目には68をマークして川田時志春・高橋勝成・竹安孝博と並んでの4位タイに着けた。
1978年の阿蘇ナショナルパークオープンでは初日を新井規矩雄・中村寅吉・鈴村照男と共に首位金井清一と2打差の2位タイでスタートし、最終日には上野忠美・鈴村と1アンダー143で並んでサドンデスプレーオフとなったが、スタートの10番で上野がバーディを取って優勝し2位タイに終わる。
1980年の関東オープンでは初日・2日目を共に3位 、3日目には中島弘二・矢部昭・安田春雄に並ばれて3位タイとなるが、最終日には草壁政治と並んでの6位タイ に入った。
1982年の群馬県オープンでは小林富士夫・石井裕士に次ぐと同時に新関善美と並んでの3位タイ、1985年のフジサンケイクラシックでは6位タイに入った。
1981年のよみうりオープンでは初日を鈴木規夫・鷹巣南雄・上原宏一と共に68の2位タイでスタートし、2日目には3位、3日目には5位に着けた。
1990年のよこはまオープンでは初日を真板潔と共に67をマークして3位タイでスタートし、3日目には69をマークして泉川ピート・初見充宣と並んでの5位タイに着け、最終日には曽根保夫・山本己沙雄・並木弘道と並んでの5位タイに入った。
シニア転向後は1999年に2日間競技のTPCシニアで上原宏一・海老原清治に次ぐ3位タイ、同年の第1回東京タワーシニアと2000年の北海道シニアオープンでは共に宮本康弘と並ぶ5位タイ に入った。
2001年には第1回ファンケルクラシックで高橋勝成・佐野修一に次ぐと同時に森本俊治と並んでの5位タイ、1日大会のN.CUPシニアで海老原・野口裕樹夫・青木功・安田に次ぐと同時に須貝昇と並ぶ6位タイに入り、静岡オープンを最後にレギュラーツアーから引退。
2006年の日本シニアオープンを最後にシニアツアーから引退し、2017年の静岡プログランドシニアでは池田富茂・杉谷博美・鳥沢利一・野口・今井昌雪を抑えて優勝、連覇を狙った2018年は池田と共に野口の2位タイであった。
現在は沼津ゴルフクラブマスター室所属で、静岡県プロゴルファー会会員。

## 主な優勝
- 2017年 - 静岡プログランドシニア